# Гриневич, Эдуард Михайлович
Эдуард Михайлович Гриневич (31 мая 1985, Деревок, Волынская область — 20 февраля 2014, Киев) — общественный активист, член партии ВО «Свобода». Герой Украины (2014, посмертно).

## Биография
Боец «Волынской сотни». Эдуард Гриневич долгое время рос и воспитывался в семье без отца. Учился в Любешовском техническом колледже.
Увлекался информационными технологиями. Некоторое время работал в «Интертелекоме» города Луцка.
Потом решил начать собственное дело. Работал в Любешове.
Активист был на Майдане трижды. Последний раз поехал в Киев 16 февраля, а уже через четыре дня погиб от пули снайпера. Тело нашли во дворе Михайловского собора.
Сохранился дневник Эдуарда.

## Память
25 марта 2014 года Любешовский райсовет присвоил звание «Почётный гражданин Любешовского района» погибшему герою Небесной сотни Эдуарду Гриневичу.

### Награды
- Звание Герой Украины с вручением ордена «Золотая Звезда» (21 ноября 2014, посмертно) — за гражданское мужество, патриотизм, героическое отстаивание конституционных принципов демократии, прав и свобод человека, самоотверженное служение Украинскому народу, обнаруженные во время Революции достоинства[6]
- Медаль «За жертвенность и любовь к Украине» (УПЦ КП, июнь 2015) (посмертно)[7]

## Примітки
1. ↑  Обновленный список погибших во время столкновений в Киеве Архивная копия от 8 марта 2014 на Wayback Machine (рос.
2. ↑  Героям слава! Полный список погибших на Майдане [Героям слава! Повний список загиблих на Майдані]. Архивировано 4 марта 2016. Дата обращения: 8 января 2016.
3. ↑  «Свобода» сумує за Едуардом Гриневичем Архивная копия от 26 августа 2014 на Wayback Machine.
4. ↑  Ідентифіковано ще одного вбитого снайпером волинянина (недоступная ссылка)
5. ↑  Вголос: Вбитий у Києві Едуард Гриневич став «Почесним громадянином Любешівського району» Волині. Дата обращения: 8 января 2016. Архивировано 29 марта 2014 года.
6. ↑  Указ Президента України від 21.11.2014 року № 890/2014 «Про присвоєння звання Герой України» (укр.). Президент Украины. Официальное интернет-представительство (21.11.2014). Дата обращения: 22 ноября 2014. Архивировано из оригинала 21 ноября 2014 года.
7. ↑  Патріарх Філарет нагородив почесними медалями родичів героїв Небесної сотні Архивировано 6 июля 2015 года. // ТСН, 5 липня 2015